# Massacre de Beni Oudjehane
Le massacre de Beni Oudjehane est un massacre commis le 11 mai 1956 par une unité de l'armée française, le  4e bataillon de chasseurs à pied (4e BCP), au cours de la guerre d'Algérie. Cette unité a massacré 79 villageois algériens du hameau du Beni Oudjehane qui comptait 300 habitants, situé en bordure de l’Oued Irdjana à El Ancer non loin d'El Milia dans la wilaya de Jijel, (ex Département de Constantine).
Ce drame resurgit en 2013, avec une enquête menée conjointement en France et en Algérie par une historienne, Claire Mauss-Copeaux, et deux blogueurs, André, un ancien militaire français appartenant au 4e BCP et Nour, un enseignant algérien de la région d'El Milia. Ils se sont donné pour but de reconstituer ce qui s’est passé ce jour du 11 mai 1956.

## Histoire
Dans le communiqué officiel sur ce drame, les 79 victimes du hameau Beni Oudjehane sont désignées comme des « rebelles » du FLN abattus par l'armée française lors d'un combat violent. Le lendemain, sur sa première page, La Dépêche de Constantine du 12 mai 1956 titre en gros « 79 rebelles abattus dans la région d'El Milia », dans un article dont voici un extrait :

« Alors qu'elle effectuait une opération de contrôle dans la région d'El Milia, une section de parachutistes a été attaquée par une bande rebelle appuyée par la population. Le combat a été très violent, allant jusqu'au corps à corps. Les militaires ont eu un tué et un blessé, 79 rebelles ont été abattus. »

Le journal mentionne même que le capitaine dit « Baraka Jim » qui a commandé le 4e BCP a été décoré de la Croix de la valeur militaire pour ce haut fait d'armes.

## Enquête
L'enquête menée par l'historienne Claire Mauss-Copeaux en interrogeant des dizaines de témoins a recueilli beaucoup de témoignages révélant une tout autre histoire.
L'histoire de ce massacre aurait commencé le 8 mai 1956 par un fait d'armes, quand un groupe de combattants algériens de l'ALN a attaqué une unité de l'armée française dans la région d'El Milia, mais sans faire de morts ni de blessés des deux côtés. En riposte, le haut commandement français fait appel aux unités militaires, parmi lesquelles le 4e BCP, stationné à El Ancer près du hameau Beni Oudjehane. Dans ce contexte, une opération de ratissage est lancée le 11 mai dans les terres hostiles de Beni Oudjehane. Ce jour coïncidait avec la fête de l'Aïd el-Fitr qui va se transformer en carnage lorsqu'une jeune fille du hameau, se rendant à la source, se fait intercepter par un soldat du 4e bataillon de chasseurs à pied (4e BCP) qui voulait abuser d’elle. Les cris de la jeune fille donnèrent l’alerte et son père arriva pour la délivrer des mains de son violeur, s’ensuivit une bagarre entre les deux hommes et l’arrivée des soldats qui tirèrent à bout portant sur le père. Les balles atteignirent le père mais aussi le soldat qui est mortellement blessé. D’après les différents témoignages recueillis, en représailles les militaires français décident d'exécuter sans exception tous les hommes du hameau qui compte 300 villageois, au cours de la seule journée 79 hommes sont exécutés.
Dans les archives militaires relatives aux lieux du massacre, les victimes ont été simplement accusées d’appartenir aux rangs des « rebelles » de l’ALN et la riposte militaire a été présentée comme un fait de guerre généré par l’assassinat d’un soldat de la troupe par un « rebelle » de l'ALN.
Après l’indépendance de l'Algérie, les restes de ces victimes ont trouvé place dans le cimetière du village.

## Autre version des faits
À la suite de la publication du livre de l'historienne Claire Mauss-Copeaux  La source Mémoires d'un massacre : Oudjehane, 11 mai 1956, le quotidien algérien Liberté fait part du témoignage discordant d'un ancien maquisard originaire de la région, monsieur Kemikam, envoyé par son unité de combat s'enquérir des faits quelques heures après le massacre. « Béni Oudjehane avait une petite cellule politique et un groupe de quinze combattants. Il vadrouille la journée et le soir, chacun rentre dormir chez lui. Ce jour-là, un permissionnaire qui avait fait la grasse matinée est réveillé en catastrophe par le passage de parachutistes. Il est sorti devant la maison et a tiré. Il a tué un soldat et en a blessé un autre puis il s’est enfui. C’est après cela que l’armée française a commis le massacre ». Il ajoute qu'après le massacre, des hommes, des femmes et des enfants auraient été tués, portant le nombre des victimes à 90.